# グランサンク
グランサンク（仏: Les Grand Cinq）は、パリのヴァンドーム広場とラペー通りに店舗を構える高級ジュエリーブランドの協会の呼称である。「パリ5大宝飾店」や「フランス高級宝飾店協会」などとも呼ばれる。
過去にはパリのアンティークビエンナーレ展やオテル・リッツ・パリでの新作発表会に出展など結成後40年ほどは合同で活動をしてきたが、現在では各ブランドから創業者が離れたことから、活動はほぼ行われていない。
また、グランサンクという呼称は、現在は主に日本国内においてパリの5大高級ジュエリーブランドを指す際に使われており、現地では通じないこともある。

## 所属ブランド
- ヴァンクリーフ&アーペル
- ショーメ（フランス語版）
- ブシュロン
- メレリオ・ディ・メレー（フランス語版）
- モーブッサン